# Fe‘ao Vakata
Sosefo Fe‘aomoeata Vakata, connu également sous le nom de Fe‘ao Vakata, né le 13 février 1969, est un homme politique tongien.

## Biographie
Titulaire d'un Master en sciences physiques de l'Université du Queensland en Australie, il enseigne dans le secondaire aux Tonga, puis travaille comme chargé de projet pour les diffusions radiophoniques dans les îles éparses du pays, pour le ministère de l'Information.
Membre initialement du Parti démocrate des îles des Amis, il est élu député à l'Assemblée législative sous cette étiquette lors des élections de novembre 2010, représentant la circonscription des îles Niuas, la plus reculée du pays. Il quitte toutefois le parti deux semaines après son élection, et siège dès lors sans étiquette. Il soutient avec succès Lord Tuʻivakano pour le poste de premier ministre. Début janvier 2011, il est nommé ministre des Formations, de l'Emploi, de la Jeunesse et des Sports. Le 1er mai 2012, il devient ministre des Revenus, puis ministre des Entreprises publiques en février 2013.
Il conserve son siège de député, sans étiquette, aux élections législatives de novembre 2014. Le 30 décembre le nouveau Premier ministre, ʻAkilisi Pohiva, chef du Parti démocrate, le nomme ministre de l'Intérieur, des Femmes, de la Culture, de la Jeunesse et des Sports. Il est contraint de démissionner le 14 septembre 2016 après avoir jeté un verre de vin à la figure d'une fonctionnaire de son ministère.